# Waldhof (fábrica)

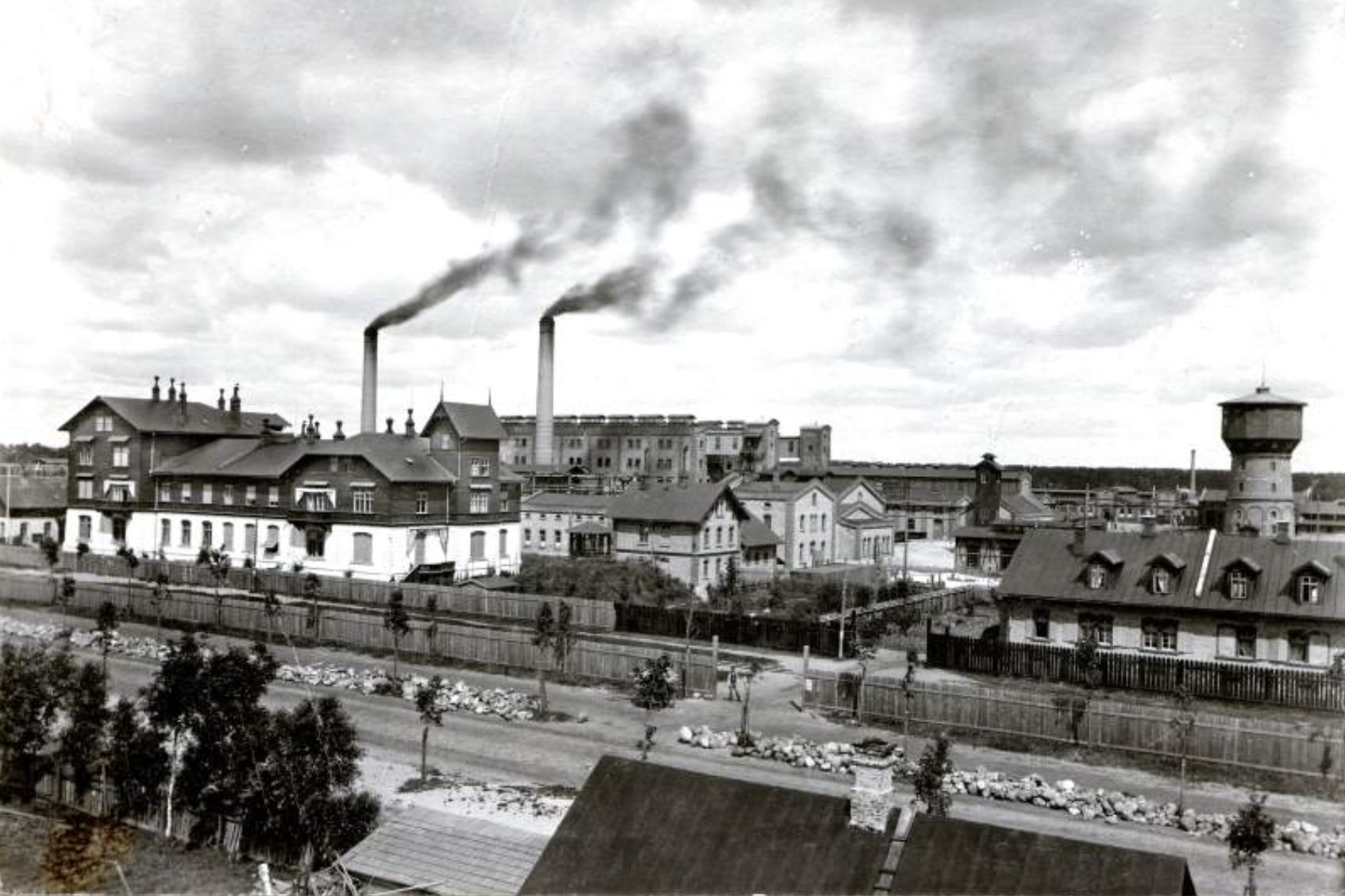
Waldhof em 1904

Waldhof foi uma fábrica de celulose em Pärnu, na Estónia . A fábrica existiu de 1899 a 1915 e pertencia à empresa russa "Waldhof" (esta, por sua vez, estava subordinada à empresa alemã "Waldhof").
A fábrica foi fundada em 1899.
Em 1913, cerca de 2.000 trabalhadores trabalhavam na fábrica. A produção anual da empresa era de cerca de 80.000 toneladas de celulose; destas, cerca de 30% foram para o mercado externo (Inglaterra, Bélgica, EUA, etc).
Em 1915, a fábrica foi fechada. Em 20 de agosto de 1915, o edifício da fábrica foi destruído.